# Asesinato de Gay Gibson
Eileen Isabella Ronnie Gibson (16 de junio de 1926 - 18 de octubre de 1947), conocida profesionalmente como Gay Gibson, fue una actriz británica que desapareció durante un viaje entre Ciudad del Cabo, Sudáfrica y Southampton, Inglaterra, Reino Unido, en octubre de 1947. El caso penal que siguió se conoció como el asesinato de la portilla, ya que James Camb, el hombre que sería condenado por matarla, admitió que había empujado su cuerpo por el ojo de buey de su camarote a bordo del MV Durban Castle en el Océano Atlántico. Camb afirmó que los dos habían "tenido intimidad" (eufemismo para dar a entender relaciones sexuales consentidas) y que ella había muerto de una aparente enfermedad repentina; entonces entró en pánico y arrojó su cuerpo por la portilla.
Si bien Camb reconoció que empujar el cuerpo de Gibson a través del ojo de buey fue "una cosa bestial", siempre negó enérgicamente haberla matado, insistiendo en que se había ahogado o asfixiado mientras los dos estaban juntos en la cama. Camb fue condenado por el asesinato de Gibson y sentenciado a muerte en la horca, pero una medida legal para suspender la pena de muerte para todos los condenados en Gran Bretaña provocó que ingresara once años en la cárcel por el crimen y luego fuera puesto en libertad condicional, pero después de más condenas regresó a la cárcel y cumplió otros diez años, siendo liberado un año antes de su muerte en 1979. Negó haber asesinado a Gibson por el resto de su vida.
El caso Gibson atrajo una gran atención mediática en ese momento, al establecerse paralelismos con el cine negro y las novelas de Agatha Christie, ambos entonces muy populares. Incluso el primer ministro británico, Winston Churchill, comentó sobre el resultado del caso y expresó su pesar de que el castigo de Camb hubiera sido conmutado por una sentencia menor.

## Fondo
Eileen Isabella Ronnie era una actriz de 21 años que viajaba de regreso a Inglaterra en el barco MV Durban Castle de la Union-Castle Line en octubre de 1947. 'Gay Gibson' era su nombre artístico. Había estado en una gira teatral en Sudáfrica con Doreen Mantle y regresaba a Londres, donde vivía, para actuar en el teatro del West End. Su presencia a bordo llamó la atención de James Camb (nacido el 16 de diciembre de 1916), un mayordomo de 30 años en el transatlántico. Gibson se había acomodado en el camarote 126, cubierta B, que era de primera clase. Se vio a Camb socializando con Gibson, lo que iba en contra de las normas de la empresa (ya que durante el viaje la tripulación solo puede interactuar de manera profesional con el pasaje en los barcos de pasajeros) y posteriormente fue reprendido por un superior.
El Durban Castle había zarpado el 10 de octubre. En la noche del 17 de octubre, después de pasar la noche bailando en el salón principal, dos amigos escoltaron a Gibson a su cabina a las 11:30. p. m.. En algún momento alrededor de las 3:00 de la madrugada, el vigilante de servicio, llamado Frederick Steer, fue despertado por una llamada que había sido activada desde la cabina 126. Cuando llegó al camarote de Gibson, Steer notó que afuera había dos luces encendidas, una roja y otra verde. Una luz indicaba que se había llamado al auxiliar, mientras que la otra significaba que también se había solicitado a la camarera de turno. Steer pensó que esto era extraño, ya que normalmente solo una persona sería convocada. El golpe de Steer en la puerta fue respondido por Camb, quien solo entreabrió y le informó que todo estaba bien. Steer se fue porque supuso que, como mayordomo de cubierta, Camb había llegado antes que él para ayudar al pasajero. (Maxtone-Graham y otros discuten esto, diciendo que en realidad Steer creía que Camb había cumplido su alarde de acostarse con una pasajera).
Por la mañana, la camarera de cubierta de Gibson, Eileen Field, vino a limpiar el camarote. Notó que la litera estaba vacía, había manchas en las sábanas revueltas y la portilla estaba abierta. Más tarde, el oficial al mando del barco, el capitán Patey, entrevistó a Camb, quien inicialmente negó cualquier participación en la desaparición de Gibson. Cuando se le dijo que Steer lo vio dentro del camarote de Gibson, Camb cedió y contó una historia que ni el capitán ni el médico del barco podían creer: Camb dijo que Gibson había muerto repentinamente mientras los dos hacían el amor, y como no estaba dispuesto a perder su trabajo y familia, Camb entró en pánico y empujó el cuerpo de Gibson a través del ojo de buey. En ese momento, el Durban Castle estaba a 90 millas (144,8 km) frente a la costa oeste de África, en dirección norte. El capitán Patey ordenó al barco dar la vuelta y buscar en el agua el cuerpo de Gibson. También se puso en contacto con las oficinas de Union-Castle Line en Londres para pedir que la policía se encontrara con el barco cuando llegara a Southampton debido a "complicaciones". Se envió un cable de respuesta a Patey indicándole que "cerrara con candado y sellara la habitación; no perturbe nada".
Cuando el trasantlántico atracó en Cowes Roads, los oficiales de la policía de la ciudad de Southampton estaban esperando para interrogar a Camb, quien había sido confinado en su camarote por la tripulación del barco. La Policía de Southampton fue asistida por la Policía Metropolitana en el caso y se examinaron pruebas forenses en el laboratorio del Met en Hendon. Esto no era raro en ese momento; La policía de Southampton era bastante pequeña y a menudo pedía ayuda a Scotland Yard. Las fuerzas policiales británicas estuvieron involucradas ya que, aunque el asesinato tuvo lugar frente a la costa del África Occidental (Guinea portuguesa en ese momento, actualmente Guinea-Bissau) se trataba de un barco británico bajo autoridad británica, por lo que las autoridades británicas iniciaron la acusación.
El lunes 27 de octubre de 1947, el Southern Daily Echo informó que Camb, un mayordomo de cubierta del Durban Castle, había sido puesto bajo custodia y acusado de "asesinato en alta mar".

## Juicio y secuelas
El juicio de Camb en Winchester fue inusual, ya que algunos lo etiquetaron como el primer caso en la ley inglesa en el que se solicitó un enjuiciamiento sin tener el cuerpo de la víctima. Se ha señalado que esto no es cierto, ya que hubo un caso trece años antes en el que un padre (Thomas Davidson) fue condenado por asesinar a su hijo (John) e incluso mucho más atrás en el tiempo sucedió lo mismo en el caso Campden Wonder en 1660. El caso también ganó interés debido a que reflejaba la trama de una novela policíaca; Richard Latto describió la historia con todas las características de una pieza de Agatha Christie: "una joven y bella actriz, un mayordomo apuesto, romance y una muerte sospechosa en alta mar".
Durante el juicio, se reveló que el patólogo Denis Hockling había descubierto una mancha de orina en las sábanas de la litera del camarote 126. El patólogo de la Corona afirmó que la micción involuntaria es algo que suelen sufrir en su agonía las víctimas de estrangulación. Hockling argumentó que podría haber sido el resultado de causas naturales. El contenido, las paredes y la sección del ojo de buey de la cabina 126 fueron retirados por la policía y utilizados como prueba en el juicio.
Cuando Camb subió al estrado, el abogado de la acusación le preguntó si se consideraba un hombre honesto. Camb respondió: "Creo que sí, señor". Luego se probó en el tribunal que Camb había cambiado su historia seis veces en lo que defendía como autoconservación. Cuando se le preguntó acerca de empujar el cuerpo de Gibson a través del ojo de buey, Camb reconoció que fue una "conducta bestial".
Después de una audiencia de cuatro días, el jurado deliberó durante 45 minutos y volvió con un veredicto de culpabilidad. Camb fue condenado a muerte por el juez Hilbery el 22 de marzo de 1948. Sin embargo, la ejecución no se llevó a cabo porque el Parlamento estaba considerando la abolición de la pena de muerte en ese momento y el ministro del Interior había optado por conmutar todas las penas de muerte pendientes mientras se debatía el asunto. Esto llevó al primer ministro británico, Winston Churchill, a comentar que "la Cámara de los Comunes, mediante su voto, ha salvado la vida del brutal y lascivo asesino que arrojó a la pobre chica que había violado y agredido a través de un ojo de buey del barco a los tiburones". 
Camb presentó una apelación en abril de 1948, pero fue denegada. Fue puesto en libertad en 1959, pero fue llamado a prisión después de ser declarado culpable de una serie de agresiones indecentes a chicas. Fue liberado nuevamente en 1978. Murió en julio de 1979 de insuficiencia cardíaca. El cuerpo de Eileen Gibson nunca fue encontrado.

## En la cultura popular
Se han escrito varios libros sobre la muerte de Gibson y, aunque la mayoría se han basado en los hechos, algunos han tomado la historia como base para una novela. The Finest Type of English Womanhood de Rachael Heath utiliza el asesinato de la portilla como una historia de fondo para su novela que detalla la vida de Gibson y su amiga ficticia, Laura Trelling. El título del libro está tomado de una línea pronunciada por la madre de Gibson en el tribunal cuando se le pidió que describiera a su hija.
En 1991, la serie Murder Most Foul de BBC Radio 4 describió el asesinato con dramatizaciones.
Una biografía de 2011 de Sid James, la estrella de cine de Carry On, presentó la teoría de que Gibson regresaba a Inglaterra para encontrar a James, ya que ella era su amante abandonada. Esta biografía de Cliff Goodwin es la única pieza escrita sobre la estrella cómica que menciona esta teoría. Otros autores lo han desacreditado.
Algunas personas siguen teniendo dudas sobre la culpabilidad de Camb. En 2018, la BBC transmitió un breve programa documental sobre el asesinato y preguntó si Camb era culpable o no. El programa de treinta minutos se emitió por primera vez en el canal de noticias de la BBC en marzo de 2018. En el programa, la compañera sobre el escenario Doreen Mantle detalla cómo había visto a Gibson desmayarse y ponerse azul alrededor de los labios en los ensayos. Esto también fue atestiguado en el juicio por la directora de teatro Hilary Gilbert. La propuesta de que Gibson estuviera enferma se le hizo a su madre durante el juicio de Camb, pero ella negó rotundamente que su hija estuviera enferma. Durante la Segunda Guerra Mundial, Gibson se había alistado en el Servicio Territorial Auxiliar (ATS) y en julio de 1946, un oficial subalterno de ATS informó haber sido llamado porque Gibson estaba en su cama con la espalda arqueada, incapaz de respirar, con la lengua atorada en la parte posterior de su garganta. Más tarde, Gibson le diría al oficial de ATS que había tenido una de sus "vueltas".

## Otras lecturas
- Herbstein, Denis (1991). The Porthole Murder Case: The Death of Gay Gibson. London: Hodder and Stoughton. ISBN 9780340501573.
- Wilson, Colin (1993). Murder in the 1940s. New York: Carroll & Graf Publishing. ISBN 978-0-881-84962-2.